# زارزاد
زارزاد (انگلیسی: Zarząd) شرکت دولتی ترابری لهستانی است، که در سال ۱۹۹۲ تأسیس شد.